# Lars-Christer Olsson
Lars-Christer Olsson (Lövestad, 1950. február 6. –) svéd sportvezető, a Svéd labdarúgó-szövetség és az Európai Labdarúgó-szövetség korábbi főtitkára, illetve főigazgatója.
Olsson fiatalkorában aktív labdarúgó volt. Középiskola után a Lund egyetemen építőmérnöki szakon tanult, de korán belátta, hogy nem kíván mérnökként érvényesülni, ezért az egyetemen elvégzett egy kétéves sport- és rekreációs tanácsadói tanfolyamot.
Hat évvel később bekapcsolódott a labdarúgás világába, amikor egy kisebb labdarúgó-szövetségnél lett adminisztratív igazgató. 1991-ben a Svéd Labdarúgó-szövetség főtitkára lett, ezt a pozíciót kilenc évig töltötte be, amikor újabb kihívásokra vágyott, és az UEFA professzionális futballért és marketingért felelős igazgatója lett.
2004-ben, Gerhard Aigner visszavonulása után Olsson átvette a főigazgatói posztot, így lehetősége nyílt együtt dolgoznia honfitársával, az elnök Lennart Johanssonnal.
2007-ben, Michael Platini indult az elnöki posztért és négy szavazattal megelőzte Johanssont. Olsson lemondott, döntését azzal indolkolva, hogy Platini olyan változtatásokat kíván végrehajtani a szövetség adminisztrációs munkájában, amelyekkel nem ért egyet.
Helyét ideiglenesen a svájci Gianni Infantino vette át.
Lars-Christer Olsson jelenleg egy nagyszabású projekt vezetője hazájában, amelynek célja a svéd labdarúgás fejlődésének előremozdítása.